# Die Höhle der vergessenen Träume
Die Höhle der vergessenen Träume (Originaltitel: Cave of Forgotten Dreams) ist ein 3D-Dokumentarfilm des deutschen Regisseurs Werner Herzog von 2010.

## Inhalt
Der Film zeigt Besuche Werner Herzogs in der südfranzösischen Chauvet-Höhle mit einem vierköpfigen Filmteam. Musikuntermalt werden die einzigartigen Höhlenmalereien, Handabdrücke, Knochenreste und Kristallformationen gezeigt, dazu schildert Werner Herzog eigene Eindrücke. Zwischen den Szenen werden Wissenschaftler interviewt, die ihre Erkenntnisse über die prähistorische Fundstätte preisgeben.

## Produktion
Werner Herzog war seit seiner Kindheit von Höhlenmalereien fasziniert. Für die allgemein nicht öffentliche Chauvet-Höhle erhielt er eine Sondergenehmigung. Das Team durfte an sechs Tagen jeweils nur vier Stunden drehen und durfte den metallenen Laufsteg am Boden nicht verlassen. Zusätzlich mussten Schutzanzüge getragen werden. Die Premiere des Dokumentarfilms war am 13. September 2010 beim Toronto International Film Festival. 

## Preise und Auszeichnungen (Auswahl)
- Online Film Critics Society Awards/Bester Dokumentarfilm (2011)
- Los Angeles Film Critics Association Awards/Bester Dokumentarfilm (2011)
- Kansas City Film Critics Circle Award/Bester Dokumentarfilm (2011)
- National Society of Film Critics Award/Bester Dokumentarfilm (2011)